# Cinnamomum goaense
Cinnamomum goaense là loài thực vật có hoa trong họ Nguyệt quế. Loài này được Kosterm. miêu tả khoa học đầu tiên năm 1983 publ. 1985.